# Schweinheim (Euskirchen)

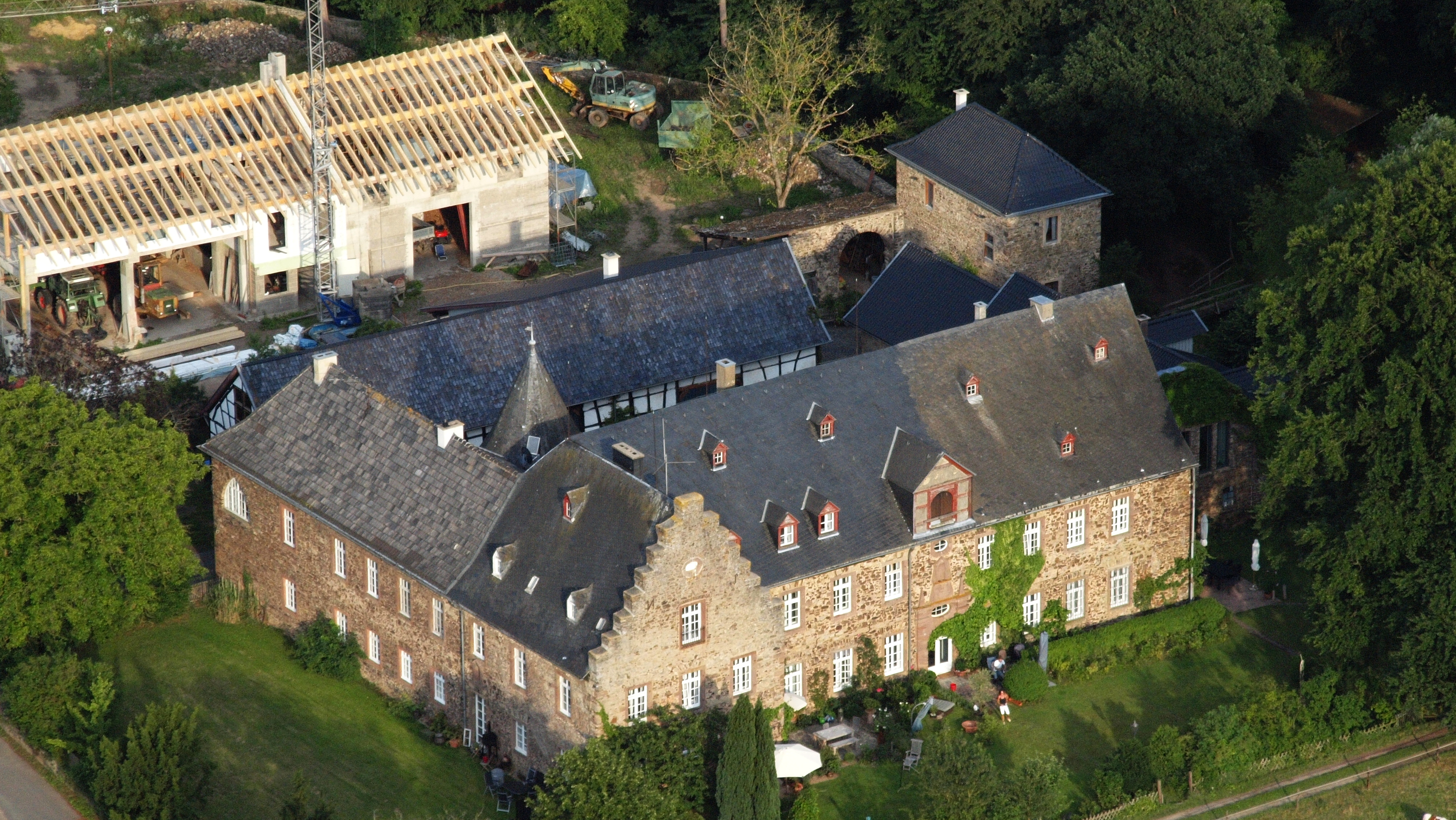
Kloster Schweinheim, Luftaufnahme (2015)

Schweinheim ist ein Stadtteil von Euskirchen und liegt im Südosten der Stadt.

## Lage
Schweinheim ist der östlichste Stadtteil von Euskirchen an der Grenze zu Rheinbach. Durch die Ortschaft fließt der Steinbach, der dort auch seinen größten Zufluss, den Sürstbach aufnimmt.
Beim Hochwasser in Deutschland im Juli 2021 wurden insbesondere Schweinheim sowie Ringsheim aufgrund der ungünstigen Lage entlang der Steinbach relativ stark  getroffen. Viele Bereiche wurden überflutet und Keller liefen voll. Die Brücke der L 119 (Ringsheimer Allee) über den Orbach an der Burg Ringsheim stürzte vollständig ein. Des Weiteren wurde Schweinheim komplett evakuiert, da es unterhalb und im direkten Gefährdungsgebiet der Steinbachtalsperre liegt, deren Damm Schaden genommen hatte und zu brechen drohte.

## Geschichte
Bei Schweinheim liegen zwei Burgen. Die Burg Schweinheim liegt im Ort, die Burg Ringsheim außerhalb. Nahe bei Burg Schweinheim liegen das Kloster Schweinheim und das Naherholungsgebiet Flamersheimer Wald. Schweinheim wurde zur Unterscheidung vom Kloster gleichen Namens auch Burgschweinheim genannt.
Die Burg Schweinheim, von der nur noch Reste einer Burgmauer und eines Turmes zu sehen sind, ist in den letzten Jahren in das Interesse der Öffentlichkeit gerückt, weil hier das erste als Sparschwein identifizierbare deutsche Sparschwein, angeblich ehemals einem Ritter Spies von Büllesheim gehörig, mit mittelalterlichen Münzen gefunden worden ist.
Am 1. Juli 1969 wurde Schweinheim nach Euskirchen eingemeindet.

## Sehenswürdigkeiten
- Heilige Dreifaltigkeit (Schweinheim)
- Jüdischer Friedhof Schweinheim
- Kloster Schweinheim

## Verkehr
Die VRS-Buslinie 873 der SVE verbindet den Ort mit Euskirchen und Flamersheim. Zusätzlich verkehren einzelne Fahrten der auf den Schülerverkehr ausgerichteten Linien 737 und 802.
| Linie | Betreiber | Verlauf |
| ----- | --------- | --- |
| 737   | SVE       | Schülerverkehr Euskirchen: Stotzheim – Niederkastenholz / (Schweinheim) – Flamersheim                                                                                     |
| 802   | RVK       | Euskirchen Bf – Kuchenheim – Palmersheim – Flamersheim – Schweinheim – Queckenberg – Rheinbach (/← Scheuren ← Maulbach ← Eichen ← Lanzerath ← Houverath ← Limbach ← Wald) |
| 873   | SVE       | Euskirchen Bf – Roitzheim – Stotzheim – Niederkastenholz – (Flamersheim – Schweinheim) / (Kirchheim – Steinbachtalsperre)                                                 |